# Hagerstown (Maryland)
Hagerstown ist die sechstgrößte Stadt im US-Bundesstaat Maryland, Vereinigte Staaten. Das U.S. Census Bureau hat bei der Volkszählung 2020 eine Einwohnerzahl von 43.527 ermittelt.
Hagerstown ist seit 1952 Partnerstadt von Wesel am Niederrhein.
In Hagerstown waren die Henson Airlines und die Crawford Automobile Company ansässig.

## Nachbarstädte
Die Stadt Hagerstown grenzt im Süden an die kreisfreie Stadt Williamsport am Potomac River. Hagerstown ist Teil & Verwaltungssitz des Washington County. Größere Nachbarstädte sind Frederick (Maryland), Baltimore und Washington D.C.

## Museen
Das Hagerstown Roundhouse Museum ist ein Eisenbahnmuseum in Hagerstown.

## Verkehr
Die Stadt Hagerstown ist durch die Interstate 70 und Interstate 81 gut an das Straßennetz angebunden. Durch die Western Maryland Railway wurde Hagerstown an das Bahnnetz angeschlossen. Ca. 8 km nördlich der Stadt befindet sich der Flughafen Hagerstown Regional (HGR/KHGR).

## Persönlichkeiten
In Hagerstown wurden folgende Persönlichkeiten geboren:
- William B. Rochester (1789–1838), Rechtsanwalt, Richter und Politiker
- Louis E. McComas (1846–1907), Politiker (Republikanische Partei), Kongressmitglied
- Anna Brugh Singer (1873–1962), Kunstsammlerin
- William Preston Lane (1892–1967), Politiker (Demokratische Partei), Gouverneur von Maryland
- Rondo Hatton (1894–1946), Filmschauspieler und Journalist
- David Bennett (1964–2022), Transplantationspatient
- Dennis Scott (* 1968), Basketballspieler
- LA Knight (* 1982), Wrestler
- Cherish Andrews (* 1989), Pokerspielerin
- Arizona Zervas (* 1995), US-amerikanischer Rapper